# Жижич, Томаш
Томаш Жижич (серб. Томаш Жижић; 14 февраля 1909, Поля — ночь со 2 на 3 октября 1942, Трново) — югославский партизан, участник Народно-освободительной войны, Народный герой Югославии.

## Биография
Родился 14 февраля 1909 в селе Поля близ Мойковца. После Первой мировой войны перебрался вместе с семьёй в деревню Шаховичи, где он окончил школу. Окончил лесомеханический техникум в Белграде, некоторое время работал в Иванице. После того, как вступил в революционное движение, был уволен с работы. С 1932 года состоял в Коммунистической партии Югославии. С 1941 года состоял в партизанском движении. Командовал 4-м батальоном в 3-й санджакской пролетарской ударной бригаде. Участник похода пролетарских бригад в Боснийскую Краину.
В ночь со 2 на 3 октября 1942 года отряд, в котором Томаш Жижич был вместе с Владимиром Кнежевичем (командиром 3-й санджакской бригады) и Рифатом Бурджовичем (заместителем политрука) подвергся нападению чётников: все трое погибли. Их трупы были сброшены в Груичскую яму глубиной 20 метров, и только в 1957 году всех троих перезахоронили (Жижич похоронен на Кладбище Народных героев в Подгорице).
20 декабря 1951 Томашу Жижичу было посмертно присвоено звание Народного героя Югославии. В память о нём деревня Шаховичи была переименована в Томашево.